# Джиро Сан-Паулу
Джиро Сан-Паулу (порт. Giro do Interior de São Paulo) — шоссейная многодневная велогонка, проходившая по территории Бразилии с 2008 по 2014 год.

## История
Гонка была создана в 2008 году и изначально проводилась в рамках национального календаря. В 2010 и 2011 году входила в календарь Американского тура UCI имея категорию 2.2. Затем снова вернулась на национальный уровень.
В 2015 году гонка была отменена по финансовым причинам и больше не проводилась.
Маршрут гонки проходил в окрестностях туристического курорта Барра-Бонита в штате Сан-Паулу. Изначально дистанция состояла из пролога (короткой индивидуальной гонки до 6 км) и четырёх групповых этапов протяжённостью более 100 км которые изобиловали подъёмами и спусками. С 2012 года количество групповых этапов стало сокращаться и в последние два года маршрут состоял из пролога и двух этапов.

## Призёры
| Год  | Победитель          | Второй              | Третий                       |
| ---- | ------------------- | ------------------- | ---------------------------- |
| 2008 | Маурисио Моранди    | Луис Таварес Аморим | Магно Назарет                |
| 2009 | Луис Таварес Аморим | Alcides Vieira      | Магно Назарет                |
| 2010 | Ренато Сибра        | Wagner Alves        | Хорхе Джачинти               |
| 2011 | Flávio Reblin       | Андрей Красильников | Ренато Сибра                 |
| 2012 | Алекс Диниз         | Ренато Руис         | Ricardo Andrei Queiros Ortiz |
| 2013 | Антонио Нассименту  | Жуан Гаспар         | Алан Маньеццо                |
| 2014 | Грегори Панизо      | André Almeida       | Diego Ares                   |